# Giro de Sicilia
El Giro de Sicilia (oficialmente: Giro di Sicilia) es una prueba ciclista por etapas, que se desarrolla en la región de Sicilia en Italia.
La primera edición se realizó en 1907 y su realización no ha sido continua con diferentes interrupciones. En 1958 se hicieron 2 ediciones, una por etapas ganada por Carlo Azzini y otra de un día ganada por Diego Ronchini. Así mismo, las ediciones de 1973 y 1974 fueron también carreras de un día y las restantes ediciones han sido carreras por etapas.
En 2019, 42 años después de la última edición, la carrera fue restaurada gracias a un acuerdo entre la región de Sicilia y los organizadores de RCS Sport entrando a formar parte del UCI Europe Tour como competencia de categoría 2.1.

## Palmarés
| Año                               | Ganador               | Segundo             | Tercero              |           |
| --------------------------------- | --------------------- | ------------------- | -------------------- | --------- |
| 1907                              | Carlo Galetti         | Luigi Ganna         | Umberto Zoffoli      |           |
| 1908                              | Carlo Galetti         | Pierino Albini      | Ernesto Azzini       |           |
| 1909-1925 ediciones no realizadas |                       |                     |                      |           |
| 1926                              | Domenico Caratozzolo  | Francisco Gambino   | Gianbattista Gilli   |           |
| 1927-1928 ediciones no realizadas |                       |                     |                      |           |
| 1929                              | Nicola Mammina        | Leonida Frascarelli | Albino Binda         |           |
| 1930-1931 ediciones no realizadas |                       |                     |                      |           |
| 1932                              | Nicola Mammina        | Attilio Pavesi      | Antonio Nicolosi     |           |
| 1933-1935 ediciones no realizadas |                       |                     |                      |           |
| 1936                              | Francesco Patti       | Ernesto Zuppa       | Alfredo Mazzocchetti |           |
| 1937-1938 ediciones no realizadas |                       |                     |                      |           |
| 1939                              | Remo Cerasa           | Francesco Patti     | Giovanni Corrieri    |           |
| 1940-1947 ediciones no realizadas |                       |                     |                      |           |
| 1948                              | Francesco Patti       | Marcello Spadolini  | Vitaliano Lazzerini  |           |
| 1949                              | Dino Rossi            | Sergio Pagliazzi    | Angelo Fumagalli     |           |
| 1950                              | Donato Zampini        | Giacomo Zampieri    | Arrigo Padovan       |           |
| 1951                              | Primo Volpi           | Francesco Patti     | Ugo Fondelli         |           |
| 1952 edición no realizada         |                       |                     |                      |           |
| 1953                              | Elio Brasola          | Pietro Giudici      | Luigi Mastroianni    |           |
| 1954                              | Ugo Massocco          | Livio Isotti        | Giovanni Roma        |           |
| 1955                              | Gilberto Dall'Agata   | Franco Franchi      | Renzo Accordi        |           |
| 1956                              | Pietro Polo Perucchin | Luciano Ciancola    | Walter Serena        |           |
| 1957                              | Alberto Emiliozzi     | Alfredo Sabbadin    | Giuseppe Cainero     |           |
| 1958                              | Carlo Azzini          | Gianbattista Milesi | Antonino Catalano    |           |
| 1958 (2)                          | Diego Ronchini        | Noè Conti           | Mario Mori           |           |
| 1959                              | Loris Guernieri       | Federico Galeaz     | Noè Conti            |           |
| 1960                              | Giorgio Tinazzi       | Aurelio Cestari     | Idrio Bui            |           |
| 1961-1972 ediciones no realizadas |                       |                     |                      |           |
| 1973                              | Enrico Maggioni       | Michele Dancelli    | Enrico Paolini       |           |
| 1974                              | Roger de Vlaeminck    | Patrick Sercu       | Marino Basso         |           |
| 1975-1976 ediciones no realizadas |                       |                     |                      |           |
| 1977                              | Giuseppe Saronni      | Pierino Gavazzi     | Carmelo Barone       |           |
| 1978-2018 ediciones no realizadas |                       |                     |                      |           |
| 2019                              | Brandon McNulty       | Guillaume Martin    | Fausto Masnada       |           |
| 2020                              | cancelada             | cancelada           | cancelada            | cancelada |
| 2021                              | Vincenzo Nibali       | Alejandro Valverde  | Alessandro Covi      |           |
| 2022                              | Damiano Caruso        | Alexander Cepeda    | Louis Meintjes       |           |
| 2023                              | Alexéi Lutsenko       | Louis Meintjes      | Vincenzo Albanese    |           |
| 2024                              | cancelada             | cancelada           | cancelada            | cancelada |

Nota: La edición de 1958 ganada por Diego Ronchini y las ediciones 1973 y 1974 fueron carreras de un día. Las restantes ediciones han sido por etapas.

## Palmarés por países
| País           | Victorias |
| -------------- | --------- |
| Italia         | 23        |
| Francia        | 1         |
| Bélgica        | 1         |
| Estados Unidos | 1         |
| Kazajistán     | 1         |